# مركز الدراسات الاستراتيجية والدولية
مركز الدراسات الاستراتيجية والدولية هي منظمة غير ربحية مقرها في إندونيسيا وقد عملت بمثابة مركز أبحاث في القضايا الاجتماعية والدولية والسياسية والاقتصادية. تأسس المركز في 1 سبتمبر 1971 من قبل مجموعة من الزملاء الإندونيسيين الذين كانوا يأملون في تشجيع المناقشات الموجهة نحو السياسة العامة في إندونيسيا. وكان من بين مؤسسي المنظمة هاري تيجان سيلالاي ويوسف واناندي وهادي سوساسترو وكلارا جويونو. كما حظي بدعم قوي من شخصيات رئيسية قريبة من الحكومة في ذلك الوقت، بما في ذلك الجنرالات علي ميرتوبو وسويدجونو هومارداني وبيني مرداني. تم تأسيسه لتقديم المشورة والأفكار والدعم للحكومة وأصحاب المصلحة الآخرين مثل البرلمان والأحزاب السياسية والشركات والمنظمات غير الحكومية والوصول إلى المجتمعات الإقليمية والدولية وتنمية الوعي بالسياسات الإندونيسية وحالتها التنموية، مع إعطاء ردود فعل للحكومة الإندونيسية على التطورات المحلية والدولية.
يقع المركز في تقع في جى. تاناه أبانغ الثالث 23-27 جاكرتا بالقرب من متحف إندونيسيا الوطني.

## التاريخ
صُمِّم المركز في الستينيات من القرن الماضي باعتباره مركزًا فكريًا للدراسات الاستراتيجية والأمنية من قِبل الأخوين يوسف واناندي وسفيجان واناندي. تم تمويله جزئيًا من قبل مجتمع الأعمال الصيني الإندونيسي، وكان يحظى بدعم الإدارة الإندونيسية، بما في ذلك الجنرالات علي ميرتوبو وسويدجونو هومارداني بالإضافة إلى اثنين من المساعدين الشخصيين للرئيس سوهارتو. رفضوا عرضًا ليصبحوا مركز أبحاث رئاسيًا من أجل البقاء مستقلاً وذو مصداقية.
في سنواته الأولى لم يكن موقع المركز موثوقًا به من الجالية المسلمة في إندونيسيا حيث كان ينظر إليه على أنه مؤسسة كاثوليكية ومنحازة للصين. في عام 1988 نأى الرئيس سوهارتو المركز عن إدارته كمذكرة من يوسف واناندي الذي نصح بإعداد جيل جديد من القيادة لإندونيسيا بعد 20 سنة من حكمه الرئاسي واعتبر دعوة له للتنحي. ثم نصح حكومته بقطع العلاقات مع المركز. ومع ذلك لا يزال بعض السياسيين يحتفظون بصلات مع المركز.

## النشاط
تشارك بنشاط في التعاون الدولي، بما في ذلك استضافة اللجنة الوطنية الإندونيسية للتعاون الاقتصادي في المحيط الهادئ لمجلس التعاون الاقتصادي في المحيط الهادئ، هو أيضًا معهد مؤسس لمجلس التعاون الأوروبي الآسيوي.
تم نشر المركز على نطاق واسع باللغتين الإنجليزية والإندونيسية، بما في ذلك الكتب والدراسات البحثية. وهو يتعاون مع مشروع إندونيسيا للجامعة الوطنية الأسترالية لطبع وتوزيع نشرة الدراسات الاقتصادية الإندونيسية.
يستضيف المعهد مكتبة قائمة على المواضيع مفتوحة للجمهور مع حوالي 50.000 كتاب، والعديد من المجلات الأكاديمية، بالإضافة إلى خدمة قصاصات الصحف من الصحف الوطنية والإقليمية. المركز هي واحدة من المؤسسين ولجنة عضو منذ فترة طويلة في مجلس التعاون الأمني في منطقة آسيا والمحيط الهادئ.
كان الدكتور ريزال سوكما المدير التنفيذي السابق للمركز والسفير الإندونيسي الحالي لدى المملكة المتحدة (2018)، فعالاً في عمله الاستشاري لوزير الخارجية آنذاك حسن ويراجودا بشأن مفهوم المجتمع السياسي والأمني لرابطة أمم جنوب شرق آسيا أثناء رئاسة الرابطة لرابطة أمم جنوب شرق آسيا عام 2003.